# Зеленцово (Вологодская область)
Зеленцово — деревня в Никольском районе Вологодской области. Административный центр Зеленцовского сельского поселения и Зеленцовского сельсовета.
Расстояние до районного центра Никольска по автодороге — 60 км. Ближайшие населённые пункты — Люльково, Слуда, Березово.
По переписи 2002 года население — 353 человека (163 мужчины, 190 женщин). Всё население — русские.